# Jonathan Noyce

Jonathan Noyce nascido em 15 de julho de 1971, Sutton Coldfield, Warwickshire, Inglaterra é um baixista inglês. Foi integrante do Jethro Tull desde 1995 e saiu do grupo em 2007. O Sr. Noyce também é amplamente conhecido por sua longa associação com o renomado guitarrista Gary Moore.

## vida
Jonathan Noyce nasceu em Sutton Coldfield, Warwickshire. Seu pai, Peter, era Coro e Assistente Organista na Catedral de Lichfield, e Jane, sua mãe, foi planejadora da cidade. Jonathan cresceu dentro dos sons de coros, órgãos e a música orquestal na pequena coleção recorde de seus pais. Primeiro ele tentou muitos instrumentos diferentes antes de escolher o baixo. É formado pela Royal Academy of Music em Londres.

## carreira
O Sr. Noyce teve seu primeiro sucesso com o grupo pop britânico Take That, para quem ele forneceu baixo no estúdio em 1993. Durante esse período, Noyce trabalhou em estreita colaboração com o produtor Joey Negro, aka Dave Lee.
Em 1995, o Sr. Noyce conheceu e foi convidado a tocar no álbum solo do guitarrista de Jethro Tull, Martin Barre, The Meeting. Isso se tornou um trampolim para conhecer o vocalista de Tull, Ian Anderson, que posteriormente perguntou a Jonathan para se juntar a ele na turnê mundial de Divinities naquele ano. Alguns meses depois, Dave Pegg anunciou sua aposentadoria de Jethro Tull. Noyce foi uma primeira escolha natural e se juntou à banda em agosto de 1995. Durante seu período de onze anos com a banda, ele percorreu o globo, gravou um (poucos) álbuns de estúdio mais alguns mais ao vivo.
Nas suas próprias palavras, ele interpreta o sigilo: "você não pode ouvi-lo, mas você sente isso".